# Левада (альманах, Харків)
«Левада» — щорічний молодіжний літературно-художній альманах Харківської обласної організації Національної спілки письменників України. Спонсором видання є комунальна установа Харківський обласний центр молоді.
Автором ідеї щорічника є російський поет Станіслав Мінаков (був одним із упорядників до 2005 року).

## Добір текстів
В альманах добирають найкращі твори з представлених на весняному літературному семінарі «Приходь і читай» і осінньому семінарі «Молода Слобожанщина».
Семінар «Приходь і читай» проходить у форматі вільного мікрофону: кожен охочий може зачитати журі два свої вірші або сторінку прози.
Семінар «Молода Слобожанщина» має поділ на секції російської і української прози, російської і української поезії, публіцистики, художнього перекладу і дитячої творчості. На секціях члени журі аналізують заздалегідь подані рукописи, відбувається детальне обговорення творів з учасниками семінару.

## Відгуки
Група російських поетів, яка брала участь у дебатах на найпершому семінарі 2001 року, зауважила високий творчий рівень учасників альманаху. Зокрема лауреат премії імені Йосипа Бродського В. Сторчков заявив, що рівень харківського семінару виявився вищим за рівень аналогічних передєлкінського та санкт-пертербурзького заходів.
Однак, уже в 2007 році, оглядаючи сучасну харківську літературу, учасники проекту «Нова карта російської літератури» літератори Ростислав Мельников та Юрій Цаплін виказали думку, що рівень публікованих у альманаху текстів здебільшого низький. Разом з тим вони відзначили, що альманах має добру верстку.
На думку члена НСПУ та СП Росії Ірини Глєбової, харківські семінари та альманах є важливою кузнею професійних письменників і нових членів спілки.